# Holorusia radama
Holorusia radama är en tvåvingeart som först beskrevs av Alexander 1963.  Holorusia radama ingår i släktet Holorusia och familjen storharkrankar.
Artens utbredningsområde är Madagaskar. Inga underarter finns listade i Catalogue of Life.